# SC Dahlhausen
Der SC Dahlhausen (offiziell: Sportclub Dahlhausen 07 e. V.) war ein Sportverein aus dem Bochumer Stadtteil Dahlhausen. Der Verein wurde im Jahre 1907 gegründet. Die erste Fußballmannschaft spielte elf Jahre in der höchsten westfälischen Amateurliga.

## Geschichte

### Fußball
Die Fußballer wurden im Jahre 1954 Vizemeister der Bezirksklasse hinter dem SV Ehrenfeld. Ein Jahr später gelang als Meister der Aufstieg in die Landesliga, die seinerzeit die höchste westfälische Amateurliga war. Als Dritter der Gruppe 3 qualifizierten sich die Dahlhausener für die 1956 neu geschaffene Verbandsliga, wo sich der SC als Spitzenmannschaft etablierte. In der Saison 1957/58 sorgte die Mannschaft im Westdeutschen Pokal für Furore, nachdem die Dahlhausener mit dem TSV Marl-Hüls, Eintracht Gelsenkirchen und Arminia Gütersloh besiegen konnte. Erst im Viertelfinale kam das Aus nach einer 1:3-Niederlage gegen den VfB Bottrop.
1955 konnten die Fußballer des SC die Verbandsliga nur nach einer Entscheidungsspielrunde gegen den TuS Eiringhausen und SuS Menden 09 erhalten. Die frühen 1960er Jahre wurden zur erfolgreichsten Zeit des Clubs. 1961 wurden die Dahlhausener Vizemeister der Verbandsliga II hinter den Sportfreunden Siegen. Ein Jahr später beendete der SC die Saison punktgleich mit dem BV Brambauer. Das Entscheidungsspiel um die Staffelmeisterschaft endete im neutralen Castrop-Rauxel mit einem 1:0-Sieg für Brambauer. 1966 mussten die Dahlhausener als Tabellenletzter in die Landesliga absteigen, wo der SC in der Bezirksklasse durchgereicht wurde. 1971 stieg der Verein noch einmal in die Landesliga auf, scheiterte aber am Klassenerhalt.

### Leichtathletik
Gustav Disse gewann 1956, 1957 und 1959 und Jürgen Wedeking bis 1964 vier Mal die deutsche Meisterschaft im Marathonlauf.

## Nachfolgevereine

### SG Bochum-Süd
Daraufhin fusionierte der SC Dahlhausen im Jahre 1972 mit dem MBV Linden 05 zur SG Bochum-Süd, die gleich in seiner ersten Saison aus der Landesliga abstieg und 1981 den Gang in die Kreisliga A antreten musste. Im Jahre 1988 gelang der Aufstieg in die Bezirksliga, dem drei Jahre später der Sprung in die Landesliga folgte. Der ehemalige Profi Michael Drews ließ seine Karrieren bei der SG Bochum-Süd ausklingen.

### SG Linden-Dahlhausen

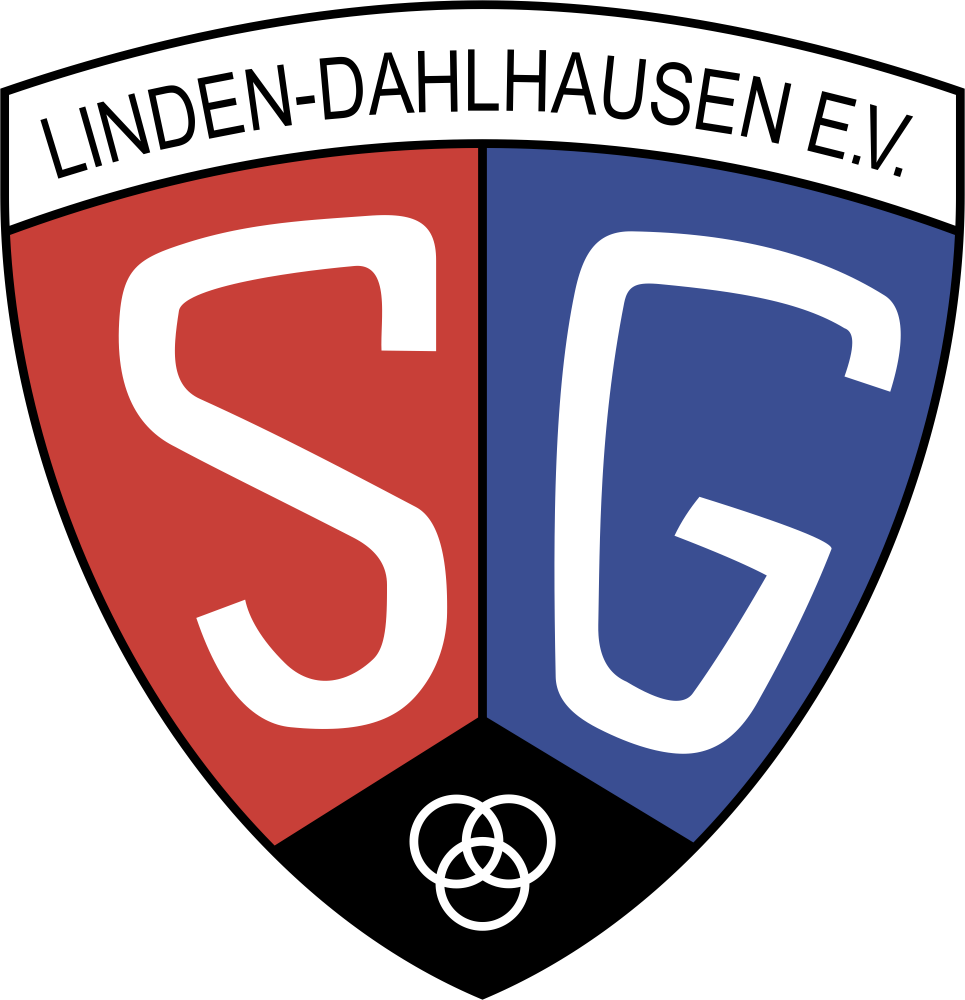
Logo der SG Linden-Dahlhausen

Im Jahre 1997 fusionierte die SG Bochum-Süd wiederum mit dem 1953 gegründeten VfB Linden zur heutigen SG Linden-Dahlhausen. Der VfB Linden brachte mit Christian Maly einen späteren Profi hervor. Dieser Verein stieg 1998 aus der Landesliga ab und schaffte den direkten Wiederaufstieg. 2002 stieg die SG Linden-Dahlhausen erneut ab und rutschte 2007 bis in die Kreisliga B hinab, woraufhin Ex-Profi Hans Walitza die Mannschaft übernahm. 2010 gelang der Aufstieg in die Kreisliga A, aus der die Mannschaft sechs Jahre später wieder absteigen musste.